# Wojciech Polakowski
Wojciech Polakowski (ur. 15 kwietnia 1974 w Darłowie) – polski piłkarz, piłkarz plażowy. 

## Życiorys
Reprezentant w piłce nożnej plażowej, trener. Uczestnik Mistrzostw Świata w piłce nożnej plażowej 2006. Obecnie prezes Darłovii Darłowo oraz trener Reprezentacji Polski U-21